# Biathlon-Weltmeisterschaften 2016

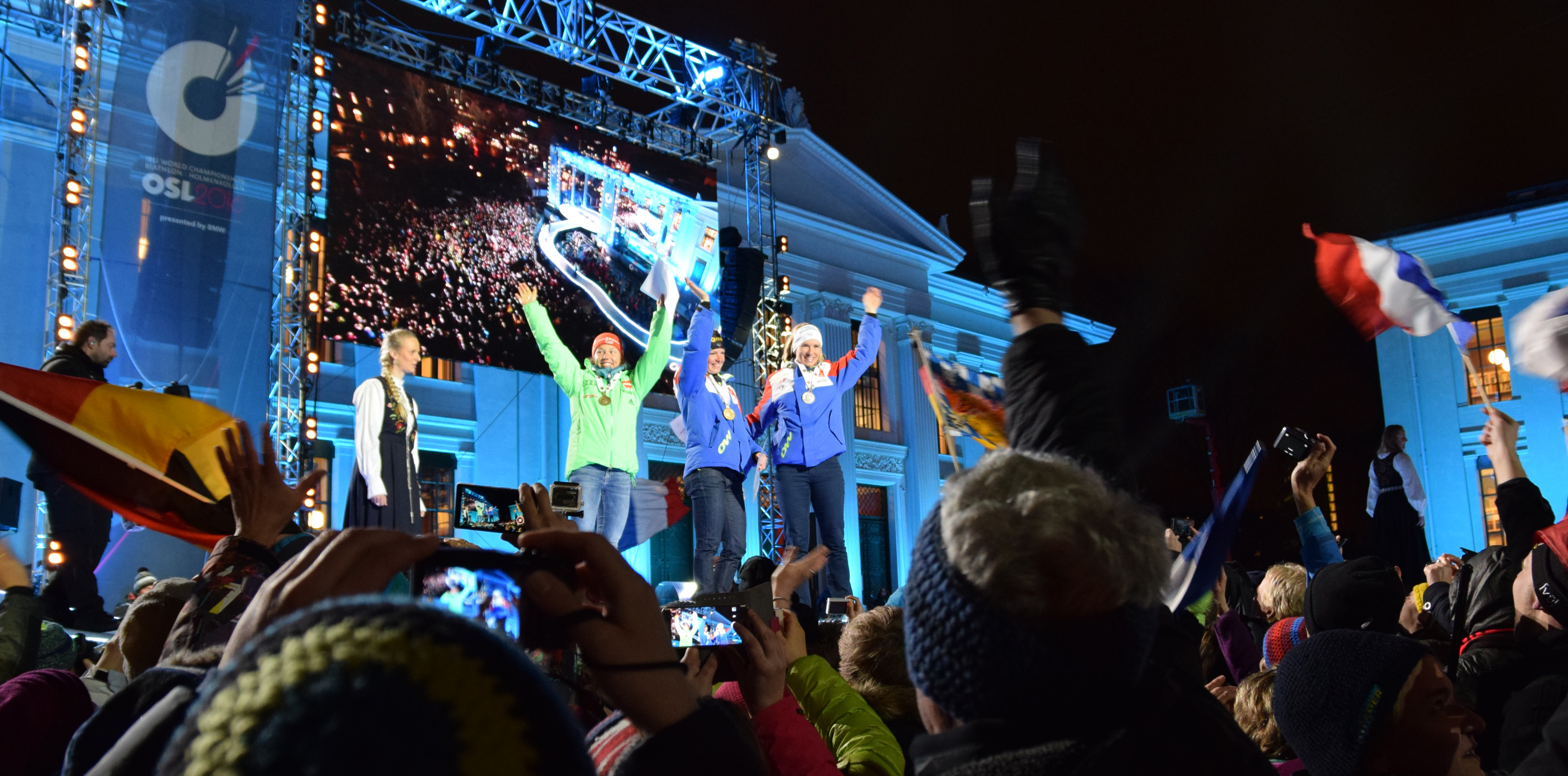
Dahlmeier, Dorin-Habert und Bescond bei der Medaillenvergabe

Die 48. Biathlon-Weltmeisterschaften fanden vom 2. bis zum 13. März 2016 im norwegischen Oslo statt.

## Wahl des Ausrichters
Ohne Gegenkonkurrenten hatte die norwegische Hauptstadt sich im Sommer 2012 den Zuschlag für die Austragung der Weltmeisterschaften gesichert. Damit wurden nach 1986 und 2000 die Weltmeisterschaften zum dritten Mal im Biathlonstadion am Holmenkollen ausgetragen.
Oslo hatte zudem 1990 sowie 1999 im Rahmen des Weltcups die Ausrichtung einiger Weltmeisterschaftswettkämpfe übernommen, die aufgrund der Witterungsbedingungen in Minsk bzw. in Kontiolahti nicht durchgeführt werden konnten. 2002 war – ebenfalls im Rahmen der Weltcuprennen – eine Massenstartweltmeisterschaft veranstaltet worden, da diese Wettkämpfe zum damaligen Zeitpunkt noch nicht zum Programm der Olympischen Winterspiele 2002 gehört hatten.

## Veranstaltungsorte

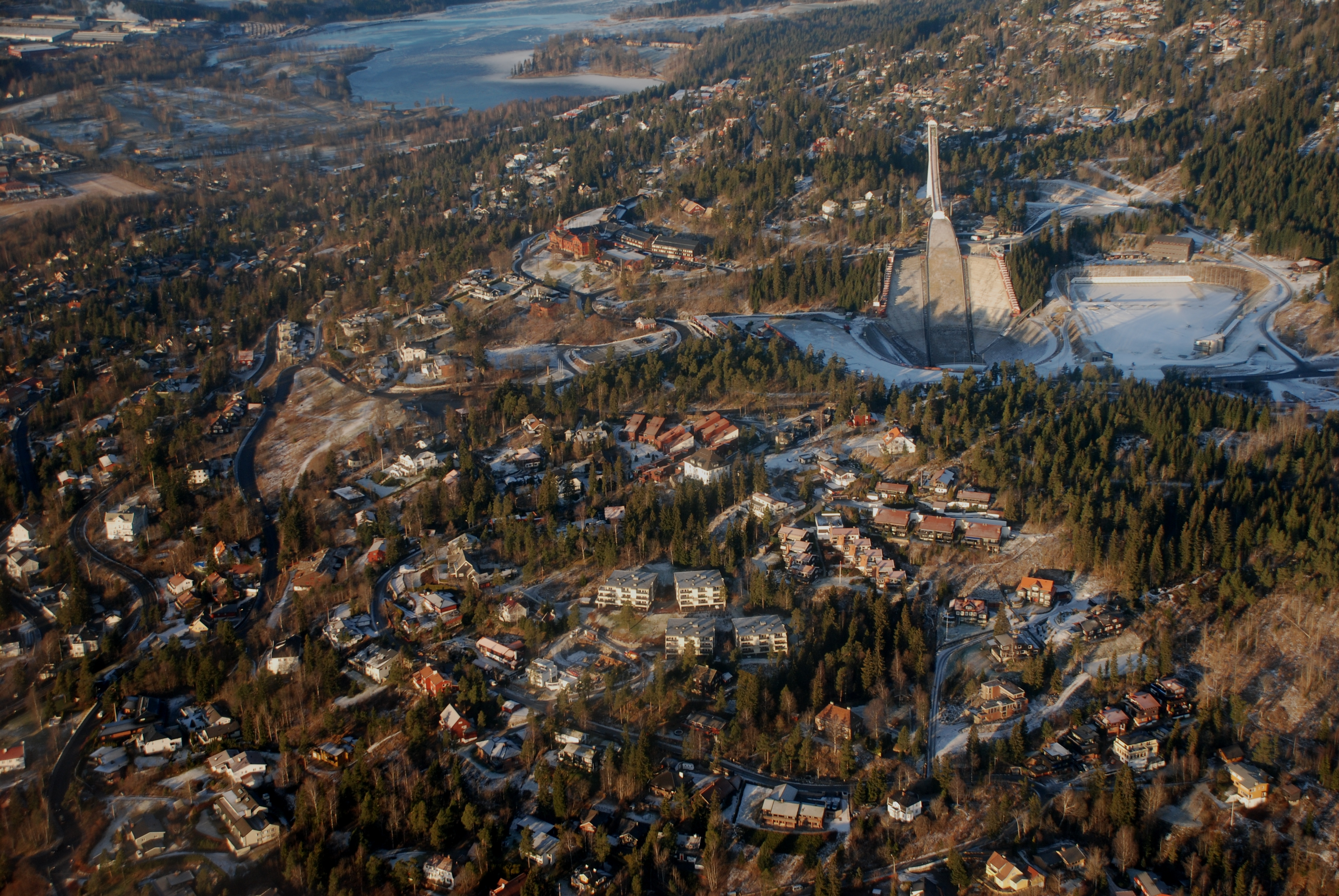
Holmenkollen

Die Wettkämpfe fanden im Biathlonstadion am Holmenkollen statt. Nach Umbauten im Jahr 2011 wurde die Anlage für die Weltmeisterschaften erneut verbessert. Dabei wurde das Hauptgebäude umgebaut und erweitert, um unter anderem die sanitären Anlagen zu verbessern und die Anzahl der fest installierten Wachskabinen zu erhöhen. Durch zusätzliche temporär installierte Tribünen und einen VIP-Bereich stieg die Zuschauerkapazität von 7.500 auf 17.500 Personen. Mit den zusätzlichen Stehplätzen entlang der Strecke rechnete man mit bis zu 25.000 Zuschauern pro Tag.
Die Eröffnungsfeier sowie die Zeremonien zur Medaillenvergabe fanden im Stadtzentrum von Oslo statt.

## Wettbewerbe
Wie bei den Weltmeisterschaften der letzten Jahre wurden mit Sprint, Verfolgung, Einzelwettkampf, Massenstart und Staffel je fünf Disziplinen für Frauen und Männer ausgetragen. Als elfter Wettbewerb kam die Mixed-Staffel hinzu.
Die im Weltcup ausgetragene Single-Mixed-Staffel dagegen fand bis einschließlich 2017 keinen Eingang in das WM-Programm und wurde erst ab 2019 bei Weltmeisterschaften angeboten.

## Sonstiges
Der offizielle WM-Song ist „Miracles“ von Gaute Ormåsen und Alexander Rybak.

## Zeitplan
| Datum         | Männer          | Männer                                  | Frauen                                  | Frauen                                  |
| ------------- | --------------- | --------------------------------------- | --------------------------------------- | --------------------------------------- |
| 02. März (Mi) | Eröffnungsfeier | Eröffnungsfeier                         | Eröffnungsfeier                         | Eröffnungsfeier                         |
| 03. März (Do) | 15:30 Uhr       | Mixed-Staffel (2 × 6 km und 2 × 7,5 km) | Mixed-Staffel (2 × 6 km und 2 × 7,5 km) | Mixed-Staffel (2 × 6 km und 2 × 7,5 km) |
| 05. März (Sa) | 11:30 Uhr       | Sprint (10 km)                          | 14:30 Uhr                               | Sprint (7,5 km)                         |
| 06. März (So) | 13:30 Uhr       | Verfolgung (12,5 km)                    | 15:45 Uhr                               | Verfolgung (10 km)                      |
| 09. März (Mi) |                 |                                         | 13:00 Uhr                               | Einzel (15 km)                          |
| 10. März (Do) | 15:30 Uhr       | Einzel (20 km)                          |                                         |                                         |
| 11. März (Fr) |                 |                                         | 15:30 Uhr                               | Staffel (4 × 6 km)                      |
| 12. März (Sa) | 15:30 Uhr       | Staffel (4 × 7,5 km)                    |                                         |                                         |
| 13. März (So) | 16:00 Uhr       | Massenstart (15 km)                     | 13:00 Uhr                               | Massenstart (12,5 km)                   |

Uhrzeiten in MEZ.

## Wettkämpfe

### Männer

#### Sprint 10 km
| Platz | Sportler             | Zeit/Rückstand | Schießfehler |
| ----- | -------------------- | -------------- | ------------ |
| 01    | Martin Fourcade      | 025:35,4 min   | 0 (0+0)      |
| 02    | Ole Einar Bjørndalen | +26,9 s        | 0 (0+0)      |
| 03    | Serhij Semenow       | +27,6 s        | 0 (0+0)      |
| 04    | Johannes Thingnes Bø | +35,5 s        | 1 (0+1)      |
| 05    | Dominik Windisch     | +39,5 s        | 1 (1+0)      |
| 06    | Jewgeni Garanitschew | +40,4 s        | 1 (0+1)      |
| 07    | Arnd Peiffer         | +42,1 s        | 0 (0+0)      |
| 08    | Simon Schempp        | +43,8 s        | 1 (1+0)      |
| 09    | Dominik Landertinger | +46,0 s        | 1 (1+0)      |
| 10    | Wladimir Iliew       | +52,2 s        | 1 (0+1)      |
| …     |                      |                |              |

Datum: Samstag, 5. März 2016, 11:30 Uhr
Gemeldet und am Start: 102 Athleten
Weitere Teilnehmer aus deutschsprachigen Ländern und deutschsprachigen Provinzen weiterer Länder:

11.  Serafin Wiestner +57,4 min (0+1)

19.  Erik Lesser +1:18,5 min (0+2)

27.  Simon Eder +1:33,8 min (1+2)

33.  Benedikt Doll +1:40,9 min (1+2)

36.  Julian Eberhard +1:44,9 min (2+2)

48.  Martin Jäger +2:04,7 min (0+2)

51.  Sven Grossegger +2:08,4 min (1+0)

51.  Benjamin Weger +2:08,4 min (1+1)

66.  Mario Dolder +2:42,6 min (2+1)

75.  Lukas Hofer +3:11,1 min (1+2)

80.  Michael Rösch +3:37,0 min (1+2)

84.  Thierry Langer +3:49,7 min (2+0)

#### Verfolgung 12,5 km
| Platz | Sportler               | Zeit/Rückstand | Schießfehler |
| ----- | ---------------------- | -------------- | ------------ |
| 01    | Martin Fourcade        | 032:56,5 min   | 3 (0+0+1+2)  |
| 02    | Ole Einar Bjørndalen   | +20,1 s        | 2 (1+0+0+1)  |
| 03    | Emil Hegle Svendsen    | +31,2 s        | 1 (0+0+0+1)  |
| 04    | Johannes Thingnes Bø   | +38,3 s        | 3 (0+2+0+1)  |
| 05    | Jakov Fak              | +41,9 s        | 0 (0+0+0+0)  |
| 06    | Simon Desthieux        | +42,9 s        | 0 (0+0+0+0)  |
| 07    | Erik Lesser            | +43,3 s        | 2 (0+0+0+2)  |
| 08    | Serhij Semenow         | +50,0 s        | 2 (1+0+1+1)  |
| 09    | Anton Schipulin        | +59,9 s        | 1 (0+0+0+1)  |
| 10    | Quentin Fillon Maillet | +59,9 s        | 2 (0+1+1+0)  |
| …     |                        |                |              |

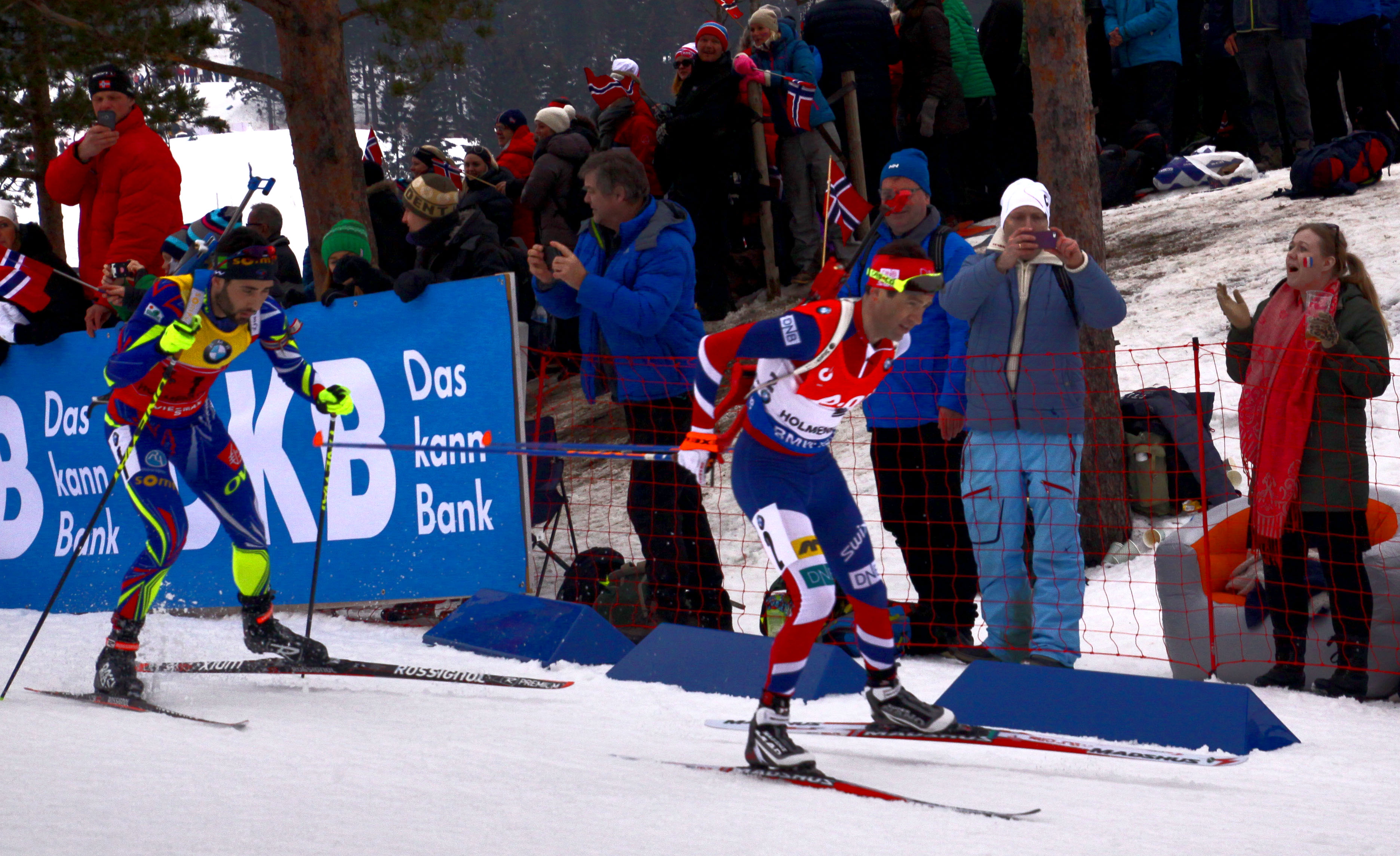
Verfolgungsrennen der Männer

Datum: Sonntag, 6. März 2016, 13:30 Uhr
Gemeldet und am Start: 60 Athleten, nicht am Start (DNS): 2,
nicht beendet (DNF): 1
Weitere Teilnehmer aus deutschsprachigen Ländern und deutschsprachigen Provinzen weiterer Länder:

0013.  Arnd Peiffer +1:17,0 (0+0+1+2)

0014.  Dominik Landertinger +1:21,9 (1+1+0+2)

0016.  Simon Eder +1:26,8 min (0+2+1+0)

0018.  Simon Schempp +1:33,6 (1+2+0+1)

0020.  Serafin Wiestner +1:46,7 min (0+0+1+2)

0026.  Julian Eberhard +2:07,7 min (3+1+2+0)

0028.  Dominik Windisch +2:12,2 min (0+3+1+2)

0039.  Benedikt Doll +3:16,5 min (2+2+1+1)

0048.  Sven Grossegger +4:21,7 min (2+0+0+2)

0055.  Martin Jäger +5:48,8 min (3+1+2+2)

DNF:  Benjamin Weger

#### Einzel 20 km
| Platz | Sportler             | Zeit/Rückstand | Schießfehler |
| ----- | -------------------- | -------------- | ------------ |
| 01    | Martin Fourcade      | 049:13,9 min   | 1 (0+1+0+0)  |
| 02    | Dominik Landertinger | 0+5,1 s        | 0 (0+0+0+0)  |
| 03    | Simon Eder           | +14,4 s        | 0 (0+0+0+0)  |
| 04    | Johannes Thingnes Bø | +57,2 s        | 1 (0+0+0+1)  |
| 05    | Michal Krčmář        | +1:16,4 min    | 0 (0+0+0+0)  |
| 06    | Jakov Fak            | +1:40,4 min    | 1 (0+0+1+0)  |
| 07    | Erik Lesser          | +1:54,7 min    | 1 (0+1+0+0)  |
| 08    | Jewgeni Garanitschew | +2:04,6 min    | 2 (0+1+1+0)  |
| 09    | Andreas Birnbacher   | +2:11,9 min    | 1 (0+0+1+0)  |
| 10    | Simon Fourcade       | +2:18,4 min    | 2 (1+0+0+1)  |
| …     |                      |                |              |

Datum: Donnerstag, 10. März 2016, 15:30 Uhr
Gemeldet und am Start: 99 Athleten
Weitere Teilnehmer aus deutschsprachigen Ländern und deutschsprachigen Provinzen weiterer Länder:

13.  Benedikt Doll +2:33,7 (0+1+1+1)

16.  Simon Schempp +2:48,4 (1+0+1+0)

31.  Lukas Hofer +4:03,0 (2+1+0+0)

41.  David Komatz +5:07,3 (0+2+0+1)

45.  Michael Rösch +5:23,5 (0+1+0+1)

49.  Benjamin Weger +5:38,8 (2+0+0+1)

53.  Serafin Wiestner +5:51,9 (1+0+1+2)

58.  Julian Eberhard +6:36,6 (0+1+2+3)

60.  Dominik Windisch +6:45,7 (2+2+1+1)

74.  Mario Dolder +8:16,3 (0+2+1+3)

83.  Jeremy Finello +9:43,6 (1+2+1+3)

84.  Thierry Langer +9:52,1 (1+2+0+1)

#### Massenstart 15 km
| Platz | Sportler             | Zeit/Rückstand | Schießfehler |
| ----- | -------------------- | -------------- | ------------ |
| 01    | Johannes Thingnes Bø | 037:05,1 min   | 1 (0+0+1+0)  |
| 02    | Martin Fourcade      | 0+2,8 s        | 1 (1+0+0+0)  |
| 03    | Ole Einar Bjørndalen | 0+6,7 s        | 0 (0+0+0+0)  |
| 04    | Dominik Windisch     | +19,8 s        | 2 (1+0+0+1)  |
| 05    | Arnd Peiffer         | +19,9 s        | 1 (1+0+0+0)  |
| 06    | Tarjei Bø            | +21,8 s        | 2 (1+1+0+0)  |
| 07    | Jakov Fak            | +21,9 s        | 1 (0+0+1+0)  |
| 08    | Serhij Semenow       | +31,6 s        | 0 (0+0+0+0)  |
| 09    | Anton Schipulin      | +41,0 s        | 2 (0+1+0+1)  |
| 10    | Lowell Bailey        | +41,7 s        | 1 (0+0+0+1)  |
| …     |                      |                |              |

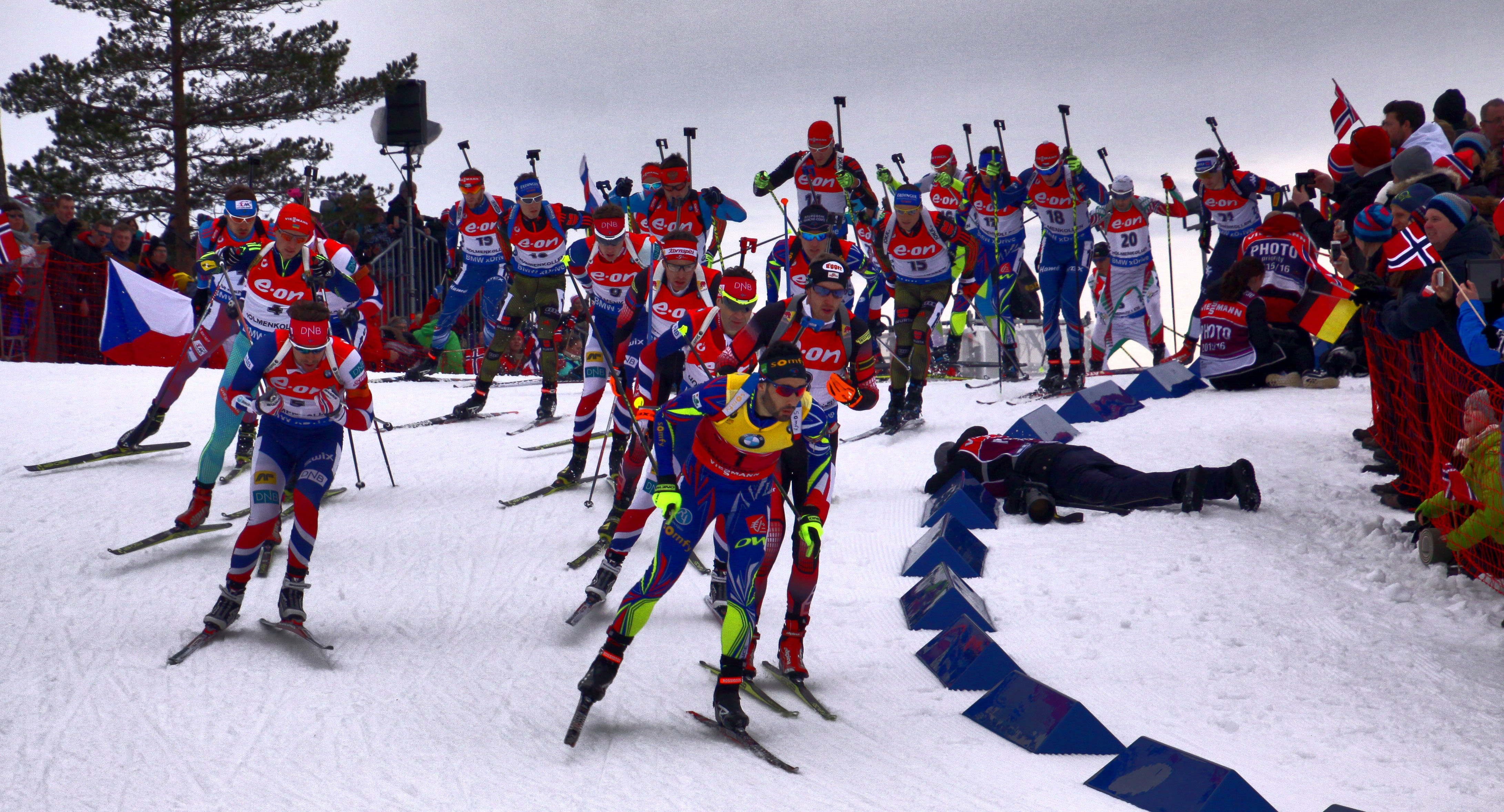
Massenstart der Männer

Datum: Sonntag, 13. März 2016, 16:00 Uhr
Gemeldet und am Start: 30 Athleten, nicht beendet (DNF): 1
Weitere Teilnehmer aus deutschsprachigen Ländern:

11.  Simon Eder +53,1 (0+0+0+2)

14.  Erik Lesser +1:02,8 (0+0+0+2)

15.  Dominik Landertinger +1:05,2 (2+1+0+0)

18.  Benedikt Doll +1:09,2 (0+0+1+2)

19.  Simon Schempp +1:14,2 (0+0+1+2)

27.  Serafin Wiestner +2:56,2 (2+0+1+1)

#### Staffel 4 × 7,5 km
| Platz | Land/Sportler                                                                                    | Zeit/Rückstand | Strafrunden + Nachlader                 |
| ----- | ------------------------------------------------------------------------------------------------ | -------------- | --------------------------------------- |
| 01    | Norwegen 0000Ole Einar Bjørndalen 0000Tarjei Bø 0000Johannes Thingnes Bø 0000Emil Hegle Svendsen | 1:13:16,8 h00  | 0+1 0+5 0+0 0+2 0+1 0+1 0+0 0+0 0+0 0+2 |
| 02    | Deutschland 0000Erik Lesser 0000Benedikt Doll 0000Arnd Peiffer 0000Simon Schempp                 | +11,5 s        | 0+2 0+3 0+0 0+0 0+1 0+1 0+0 0+1         |
| 03    | Kanada 0000Christian Gow 0000Nathan Smith 0000Scott Gow 0000Brendan Green                        | +23,4 s        | 0+1 0+4 0+0 0+0 0+1 0+1 0+0 0+3 0+0 0+0 |
| 04    | Österreich 0000Sven Grossegger 0000Simon Eder 0000Julian Eberhard 0000Dominik Landertinger       | +53,5 s        | 0+3 1+7 0+0 0+3 0+1 0+0 0+2 1+3 0+0 0+1 |
| 05    | Tschechien 0000Michal Krčmář 0000Jaroslav Soukup 0000Ondřej Moravec 0000Michal Šlesingr          | +54,4 s        | 0+2 0+5 0+1 0+0 0+0 0+1 0+0 0+3 0+1 0+1 |
| 06    | Russland 0000Maxim Zwetkow 0000Jewgeni Garanitschew 0000Anton Babikow 0000Anton Schipulin        | +1:06,4 min    | 0+5 1+3 0+0 0+0 0+0 1+3 0+2 0+0         |
| 07    | Schweden 0000Torstein Stenersen 0000Jesper Nelin 0000Peppe Femling 0000Fredrik Lindström         | +1:06,6 min    | 0+4 0+6 0+3 0+0 0+0 0+1 0+1 0+3 0+0 0+2 |
| 08    | Vereinigte Staaten 0000Lowell Bailey 0000Leif Nordgren 0000Tim Burke 0000Sean Doherty            | +1:27,3 min    | 0+3 0+2 0+0 0+1 0+1 0+1 0+1 0+0         |
| 09    | Frankreich 0000Simon Fourcade 0000Simon Desthieux 0000Quentin Fillon Maillet 0000Martin Fourcade | +1:57,7 min    | 0+2 0+8 0+1 0+3 0+0 0+3 0+1 0+2 0+0 0+0 |
| 10    | Schweiz 0000Jeremy Finello 0000Serafin Wiestner 0000Benjamin Weger 0000Mario Dolder              | +2:05,8 min    | 0+3 0+4 0+0 0+2 0+1 0+0 0+1 0+2         |

Datum: Samstag, 12. März 2016, 15:30 Uhr
Gemeldet und am Start: 25 Nationen, überrundet (LAP): 6
Weitere Staffeln aus deutschsprachigen Provinzen weiterer Länder:

11.  Italien: Christian De Lorenzi, Lukas Hofer,
000000Thomas Bormolini und Dominik Windisch +2:24,2 min (1+8)

24.  Belgien: Michael Rösch, Thierry Langer,
000000Tom Lahaye-Goffart, Thorsten Langer überrundet (LAP) (0+13)

### Frauen

#### Sprint 7,5 km
| Platz | Sportlerin           | Zeit/Rückstand | Schießfehler |
| ----- | -------------------- | -------------- | ------------ |
| 01    | Tiril Eckhoff        | 021:10,8 min   | 0 (0+0)      |
| 02    | Marie Dorin-Habert   | +15,0 s        | 0 (0+0)      |
| 03    | Laura Dahlmeier      | +19,8 s        | 1 (1+0)      |
| 04    | Gabriela Soukalová   | +37,8 s        | 1 (1+0)      |
| 05    | Dorothea Wierer      | +38,2 s        | 0 (0+0)      |
| 06    | Mona Brorsson        | +43,9 s        | 0 (0+0)      |
| 07    | Veronika Vítková     | +46,0 s        | 0 (0+0)      |
| 08    | Susan Dunklee        | +48,2 s        | 1 (0+1)      |
| 09    | Kaisa Mäkäräinen     | +48,5 s        | 1 (0+1)      |
| 10    | Franziska Hildebrand | +50,9 s        | 0 (0+0)      |
| …     |                      |                |              |

Datum: Samstag, 5. März 2016, 14:30 Uhr
Gemeldet und am Start: 96 Athletinnen
Weitere Teilnehmerinnen aus deutschsprachigen Ländern und deutschsprachigen Provinzen weiterer Länder:

14.  Franziska Preuß +1:05,1 min (1+0)

16.  Lisa Hauser +1:08,3 min (1+0)

21.  Lena Häcki +1:22,5 min (0+1)

36.  Karin Oberhofer +1:45,4 min (0+2)

37.  Susanne Hoffmann +1:50,4 min (0+0)

46.  Irene Cadurisch +2:04,9 min (0+1)

50.  Federica Sanfilippo +2:14,6 min (0+3)

58.  Dunja Zdouc +2:24,9 min (1+1)

61.  Vanessa Hinz +2:29,6 min (2+2)

67.  Selina Gasparin +2:37,5 min (2+1)

73.  Aita Gasparin +3:02,4 min (2+1)

86.  Christina Rieder +3:54,6 min (2+0)

#### Verfolgung 10 km
| Platz} | Sportlerin           | Zeit/Rückstand | Schießfehler |
| ------ | -------------------- | -------------- | ------------ |
| 01     | Laura Dahlmeier      | 030:49,2 min   | 0 (0+0+0+0)  |
| 02     | Dorothea Wierer      | +48,3 s        | 2 (0+1+1+0)  |
| 03     | Marie Dorin-Habert   | +57,3 s        | 3 (0+0+2+1)  |
| 04     | Franziska Hildebrand | +1:01,8 min    | 1 (1+0+0+0)  |
| 05     | Olena Pidhruschna    | +1:18,6 min    | 1 (0+0+1+0)  |
| 06     | Franziska Preuß      | +1:19,0 min    | 0 (0+0+0+0)  |
| 07     | Kaisa Mäkäräinen     | +1:40,0 min    | 4 (2+0+2+0)  |
| 08     | Veronika Vítková     | +1:42,5 min    | 3 (1+0+2+0)  |
| 09     | Julija Dschyma       | +1:48,2 min    | 1 (0+0+1+0)  |
| 10     | Susan Dunklee        | +1:52,5 min    | 4 (0+1+3+0)  |
| …      |                      |                |              |

Datum: Sonntag, 6. März 2016, 15:45 Uhr
Gemeldet und am Start: 60 Athletinnen, nicht am Start (DNS): 1
Weitere Teilnehmerinnen aus deutschsprachigen Ländern und deutschsprachigen Provinzen weiterer Länder:

20.  Lisa Hauser +2:40,6 min (0+1+2+0)

28.  Dunja Zdouc +3:16,2 min (0+0+1+0)

31.  Karin Oberhofer +3:31,4 min (2+0+2+0)

33.  Lena Häcki +3:37,7 min (2+1+1+1)

41.  Susanne Hoffmann +4:34,2 min (1+0+2+0)

50.  Federica Sanfilippo +5:44,3 min (1+0+3+3)

51.  Irene Cadurisch +5:54,6 min (0+4+1+1)

#### Einzel 15 km
| Platz | Sportlerin           | Zeit/Rückstand | Schießfehler |
| ----- | -------------------- | -------------- | ------------ |
| 01    | Marie Dorin-Habert   | 044:02,8 min   | 1 (0+0+0+1)  |
| 02    | Anaïs Bescond        | +12,2 s        | 1 (0+0+0+1)  |
| 03    | Laura Dahlmeier      | +1:17,8 min    | 2 (1+0+1+0)  |
| 03    | Veronika Vítková     | +1:26,8 min    | 1 (0+1+0+0)  |
| 05    | Gabriela Soukalová   | +1:36,8 min    | 2 (1+0+0+1)  |
| 06    | Franziska Hildebrand | +1:37,7 min    | 1 (1+0+0+0)  |
| 07    | Krystyna Guzik       | +1:39,4 min    | 1 (0+0+1+0)  |
| 08    | Dorothea Wierer      | +1:43,3 min    | 2 (1+1+0+0)  |
| 09    | Iryna Warwynez       | +1:56,3 min    | 1 (0+0+0+1)  |
| 10    | Alexia Runggaldier   | +1:57,5 min    | 1 (1+0+0+0)  |
| …     |                      |                |              |

Datum: Mittwoch, 9. März 2016, 13:00 Uhr
Gemeldet und am Start: 94 Athletinnen, nicht beendet (DNF): 3
Weitere Teilnehmerinnen aus deutschsprachigen Ländern und deutschsprachigen Provinzen weiterer Länder:

13.  Lisa Hauser +2:12,7 min (1+0+0+0)

17.  Selina Gasparin +2:29 min (1+1+0+0)

26.  Karin Oberhofer +3:12,5 min (1+1+0+1)

27.  Maren Hammerschmidt +3:22,4 min (0+1+2+0)

37.  Vanessa Hinz +3:54,1 min (0+2+0+1)

50.  Julia Schwaiger +5:14,2 min (1+1+0+0)

52.  Dunja Zdouc +5:20,9 min (1+0+1+0)

58.  Federica Sanfilippo +5:54,7 min (1+3+0+1)

63.  Aita Gasparin +6:13,5 min (1+2+0+1)

67.  Lena Häcki +6:45,1 min (1+3+0+2)

74.  Irene Cadurisch +8:26,8 min (1+2+0+1)

75.  Susanna Kurzthaler +8:45,9 min (0+2+0+2)

#### Massenstart 12,5 km
| Platz | Sportlerin           | Zeit/Rückstand | Schießfehler |
| ----- | -------------------- | -------------- | ------------ |
| 01    | Marie Dorin-Habert   | 035:28,5 min   | 0 (0+0+0+0)  |
| 02    | Laura Dahlmeier      | 0+7,3 s        | 1 (0+0+1+0)  |
| 03    | Kaisa Mäkäräinen     | 0+8,1 s        | 1 (0+0+1+0)  |
| 04    | Gabriela Soukalová   | +30,9 s        | 1 (0+1+0+0)  |
| 05    | Anaïs Bescond        | +39,2 s        | 2 (1+0+1+0)  |
| 06    | Veronika Vítková     | +42,7 s        | 2 (1+0+0+1)  |
| 07    | Marte Olsbu          | +43,5 s        | 2 (1+0+0+1)  |
| 08    | Franziska Preuß      | +44,2 s        | 2 (1+0+1+0)  |
| 09    | Fanny Horn Birkeland | +51,1 s        | 2 (1+0+1+0)  |
| 10    | Nadseja Skardsina    | +52,0 s        | 0 (0+0+0+0)  |
| …     |                      |                |              |

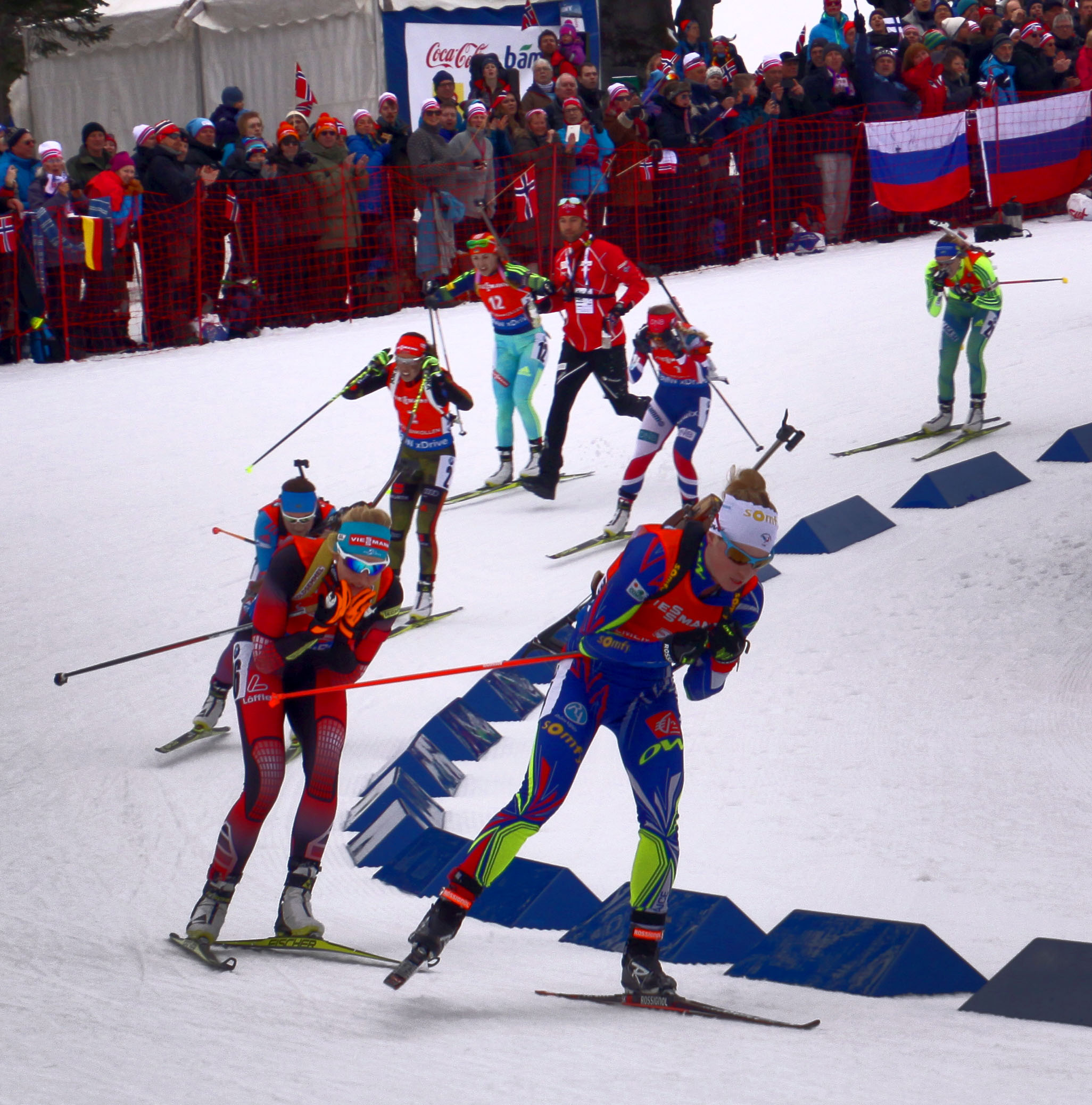
Massenstart der Damen

Datum: Sonntag, 13. März 2016, 13:00 Uhr
Gemeldet und am Start: 30 Athletinnen
Weitere Teilnehmerinnen aus deutschsprachigen Ländern und deutschsprachigen Provinzen weiterer Länder:

14.  Franziska Hildebrand +1:20,2 min (1+0+0+0)

20.  Dorothea Wierer +1:51,6 min (1+2+1+1)

21.  Lisa Hauser +1:54,7 min (0+0+1+1)

#### Staffel 4 × 6 km
| Platz | Land/Sportlerinnen                                                                                   | Zeit/Rückstand | Strafrunden + Nachlader                 |
| ----- | --- | -------------- | --------------------------------------- |
| 01    | Norwegen 0000Synnøve Solemdal 0000Fanny Horn Birkeland 0000Tiril Eckhoff 0000Marte Olsbu             | 1:07:10,0 h00  | 0+3 0+3 0+0 0+0 0+1 0+1 0+0 0+0 0+2 0+2 |
| 02    | Frankreich 0000Justine Braisaz 0000Anaïs Bescond 0000Anaïs Chevalier 0000Marie Dorin-Habert          | 0+5,3 s        | 0+5 0+3 0+3 0+2 0+0 0+0 0+0 0+1 0+2 0+0 |
| 03    | Deutschland 0000Franziska Preuß 0000Franziska Hildebrand 0000Maren Hammerschmidt 0000Laura Dahlmeier | +28,6 s        | 0+0 0+4 0+0 0+2 0+0 0+0 0+0 0+2 0+0 0+0 |
| 04    | Polen 0000Magdalena Gwizdoń 0000Monika Hojnisz 0000Weronika Nowakowska-Ziemniak 0000Krystyna Guzik   | +1:08,4 min    | 0+2 0+5 0+1 0+1 0+0 0+1 0+0 0+2 0+1 0+1 |
| 05    | Ukraine 0000Walentyna Semerenko 0000Iryna Warwynez 0000Olena Pidhruschna 0000Julija Dschyma          | +1:27,7 min    | 1+4 0+1 0+0 0+0 1+3 0+0 0+1 0+1         |
| 06    | Tschechien 0000Jessica Jislová 0000Gabriela Soukalová 0000Lucie Charvátová 0000Veronika Vítková      | +1:49,3 min    | 0+0 3+6 0+0 0+3 0+0 0+0 0+0 3+3 0+0 0+0 |
| 07    | Italien 0000Lisa Vittozzi 0000Karin Oberhofer 0000Alexia Runggaldier 0000Dorothea Wierer             | +1:49,3 min    | 0+1 1+7 0+0 0+2 0+0 0+0 0+1 1+3         |
| 08    | Kasachstan 0000Galina Wischnewskaja 0000Darja Ussanowa 0000Anna Kistanowa 0000Alina Raikowa          | +2:08,4 min    | 0+3 0+4 0+0 0+0 0+0 0+1 0+1 0+1 0+2 0+2 |
| 09    | Slowenien 0000Andreja Mali 0000Teja Gregorin 0000Anja Eržen 0000Urška Poje                           | +2:54,9 min    | 0+3 0+2 0+1 0+0 0+0 0+0 0+0 0+2 0+2 0+0 |
| 10    | Schweden 0000Anna Magnusson 0000Mona Brorsson 0000Ingela Andersson 0000Linn Persson                  | +3:04,6 min    | 1+5 0+1 0+1 0+0 0+0 0+0 0+1 0+0 1+3 0+1 |
| …     | |                |                                         |

Datum: Freitag, 11. März 2016, 15:30 Uhr
Gemeldet und am Start: 23 Nationen, überrundet (LAP): 3
Weitere Staffeln aus deutschsprachigen Ländern:

12.  Österreich: Lisa Hauser, Dunja Zdouc,
000000Julia Schwaiger, Susanne Hoffmann +3:31,4 min (0+8)

16.  Schweiz: Selina Gasparin, Lena Häcki,
000000Aita Gasparin, Irene Cadurisch +5:11,8 min (2+14)

### Mixed

#### Staffel 2 × 6 km + 2 × 7,5 km
| Platz | Land/Sportler(innen)                                                                                   | Zeit/Rückstand | Strafrunden + Nachlader                 |
| ----- | --- | -------------- | --------------------------------------- |
| 01    | Frankreich 0000Anaïs Bescond 0000Marie Dorin-Habert 0000Quentin Fillon Maillet 0000Martin Fourcade     | 1:14:01,0 h00  | 0+2 0+6 0+0 0+3 0+0 0+1 0+2 0+1 0+0 0+1 |
| 02    | Deutschland 0000Franziska Preuß 0000Franziska Hildebrand 0000Arnd Peiffer 0000Simon Schempp            | 0+4,3 s        | 0+5 0+2 0+2 0+0 0+0 0+1 0+1 0+1         |
| 03    | Norwegen 0000Marte Olsbu 0000Tiril Eckhoff 0000Johannes Thingnes Bø 0000Tarjei Bø                      | +14,4 s        | 0+7 0+3 0+1 0+0 0+2 0+2 0+1 0+1 0+3 0+0 |
| 04    | Ukraine 0000Walentyna Semerenko 0000Olena Pidhruschna 0000Serhij Semenow 0000Dmytro Pidrutschnyj       | +29,8 s        | 0+3 0+6 0+1 0+1 0+2 0+2 0+0 0+1 0+0 0+2 |
| 05    | Österreich 0000Dunja Zdouc 0000Lisa Hauser 0000Simon Eder 0000Dominik Landertinger                     | +1:07,1 min    | 0+1 0+2 0+1 0+1 0+0 0+0 0+0 0+1 0+0 0+0 |
| 06    | Tschechien 0000Veronika Vítková 0000Gabriela Soukalová 0000Michal Šlesingr 0000Michal Krčmář           | +1:23,3 min    | 0+3 0+2 0+0 0+0                         |
| 07    | Russland 0000Jekaterina Schumilowa 0000Jekaterina Jurlowa 0000Jewgeni Garanitschew 0000Anton Schipulin | +1:32,9 min    | 0+3 1+5 0+0 1+3 0+0 0+1 0+1 0+1 0+2 0+0 |
| 08    | Italien 0000Dorothea Wierer 0000Karin Oberhofer 0000Lukas Hofer 0000Dominik Windisch                   | +1:55,4 min    | 0+9 0+6 0+1 0+0 0+3 0+3 0+2 0+3 0+3 0+0 |
| 09    | Belarus 0000Nadseja Skardsina 0000Iryna Kryuko 0000Uladsimir Tschapelin 0000Aljaksandr Daroschka       | +2:09,1 min    | 0+0 0+1 0+0 0+0 0+0 0+1 0+0 0+0         |
| 10    | Vereinigte Staaten 0000Susan Dunklee 0000Hannah Dreissigacker 0000Lowell Bailey 0000Sean Doherty       | +2:19,6 min    | 0+3 0+2 0+0 0+0 0+2 0+1 0+0 0+0 0+1 0+1 |
| …     | |                |                                         |

Datum: Donnerstag, 3. März 2016, 15:30 Uhr
Gemeldet und am Start: 25 Nationen, überrundet (LAP): 4,
nicht beendet (DNF): 0
Weitere Staffel aus einem deutschsprachigen Land:

14.  Schweiz: Selina Gasparin, Aita Gasparin,
000000Benjamin Weger, Serafin Wiestner +3:18,3 (1+12)

## Medaillenspiegel
| Platz | Land        | Gold | Silber | Bronze | Gesamt |
| ----- | ----------- | ---- | ------ | ------ | ------ |
| 1     | Frankreich  | 6    | 4      | 1      | 11     |
| 2     | Norwegen    | 4    | 2      | 3      | 9      |
| 3     | Deutschland | 1    | 3      | 3      | 7      |
| 4     | Österreich  | 0    | 1      | 1      | 2      |
| 5     | Italien     | 0    | 1      | 0      | 1      |
| 6     | Finnland    | 0    | 0      | 1      | 1      |
| 6     | Kanada      | 0    | 0      | 1      | 1      |
| 6     | Ukraine     | 0    | 0      | 1      | 1      |

| Platz | Sportler               | Gold | Silber | Bronze | Gesamt |
| ----- | ---------------------- | ---- | ------ | ------ | ------ |
| 01    | Martin Fourcade        | 4    | 1      | 0      | 5      |
| 02    | Johannes Thingnes Bø   | 2    | 0      | 1      | 3      |
| 03    | Ole Einar Bjørndalen   | 1    | 2      | 1      | 4      |
| 04    | Tarjei Bø              | 1    | 0      | 1      | 2      |
| 04    | Emil Hegle Svendsen    | 1    | 0      | 1      | 2      |
| 06    | Quentin Fillon Maillet | 1    | 0      | 0      | 1      |
| 07    | Arnd Peiffer           | 0    | 2      | 0      | 2      |
| 07    | Simon Schempp          | 0    | 2      | 0      | 2      |
| 09    | Benedikt Doll          | 0    | 1      | 0      | 1      |
| 09    | Dominik Landertinger   | 0    | 1      | 0      | 1      |
| 09    | Erik Lesser            | 0    | 1      | 0      | 1      |
| 12    | Simon Eder             | 0    | 0      | 1      | 1      |
| 12    | Christian Gow          | 0    | 0      | 1      | 1      |
| 12    | Scott Gow              | 0    | 0      | 1      | 1      |
| 12    | Brendan Green          | 0    | 0      | 1      | 1      |
| 12    | Serhij Semenow         | 0    | 0      | 1      | 1      |
| 12    | Nathan Smith           | 0    | 0      | 1      | 1      |

| Platz | Sportlerin           | Gold | Silber | Bronze | Gesamt |
| ----- | -------------------- | ---- | ------ | ------ | ------ |
| 01    | Marie Dorin-Habert   | 3    | 2      | 1      | 6      |
| 02    | Tiril Eckhoff        | 2    | 0      | 1      | 3      |
| 03    | Anaïs Bescond        | 1    | 2      | 0      | 3      |
| 04    | Laura Dahlmeier      | 1    | 1      | 3      | 5      |
| 05    | Marte Olsbu          | 1    | 0      | 1      | 2      |
| 06    | Fanny Horn Birkeland | 1    | 0      | 0      | 1      |
| 06    | Synnøve Solemdal     | 1    | 0      | 0      | 1      |
| 08    | Franziska Hildebrand | 0    | 1      | 1      | 2      |
| 08    | Franziska Preuß      | 0    | 1      | 1      | 2      |
| 10    | Justine Braisaz      | 0    | 1      | 0      | 1      |
| 10    | Anaïs Chevalier      | 0    | 1      | 0      | 1      |
| 10    | Dorothea Wierer      | 0    | 1      | 0      | 1      |
| 13    | Maren Hammerschmidt  | 0    | 0      | 1      | 1      |
| 13    | Kaisa Mäkäräinen     | 0    | 0      | 1      | 1      |